# Too Cool (Camp Rock)
Too Cool é o quinto single do filme Camp Rock, cantado por Meaghan Jette Martin. Nessa música, Demi Lovato faz o refrão.Ela é cantada na cena do Jam da fogueira em que as suas "seguidoras" fazem o refrão e o coro.